# Carl Georg Stiernswärd

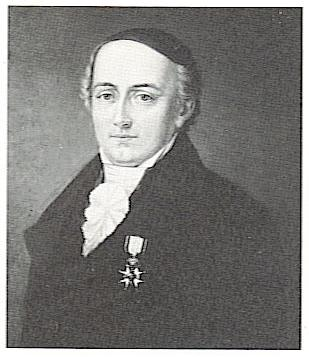
Carl Georg Stiernswärd.

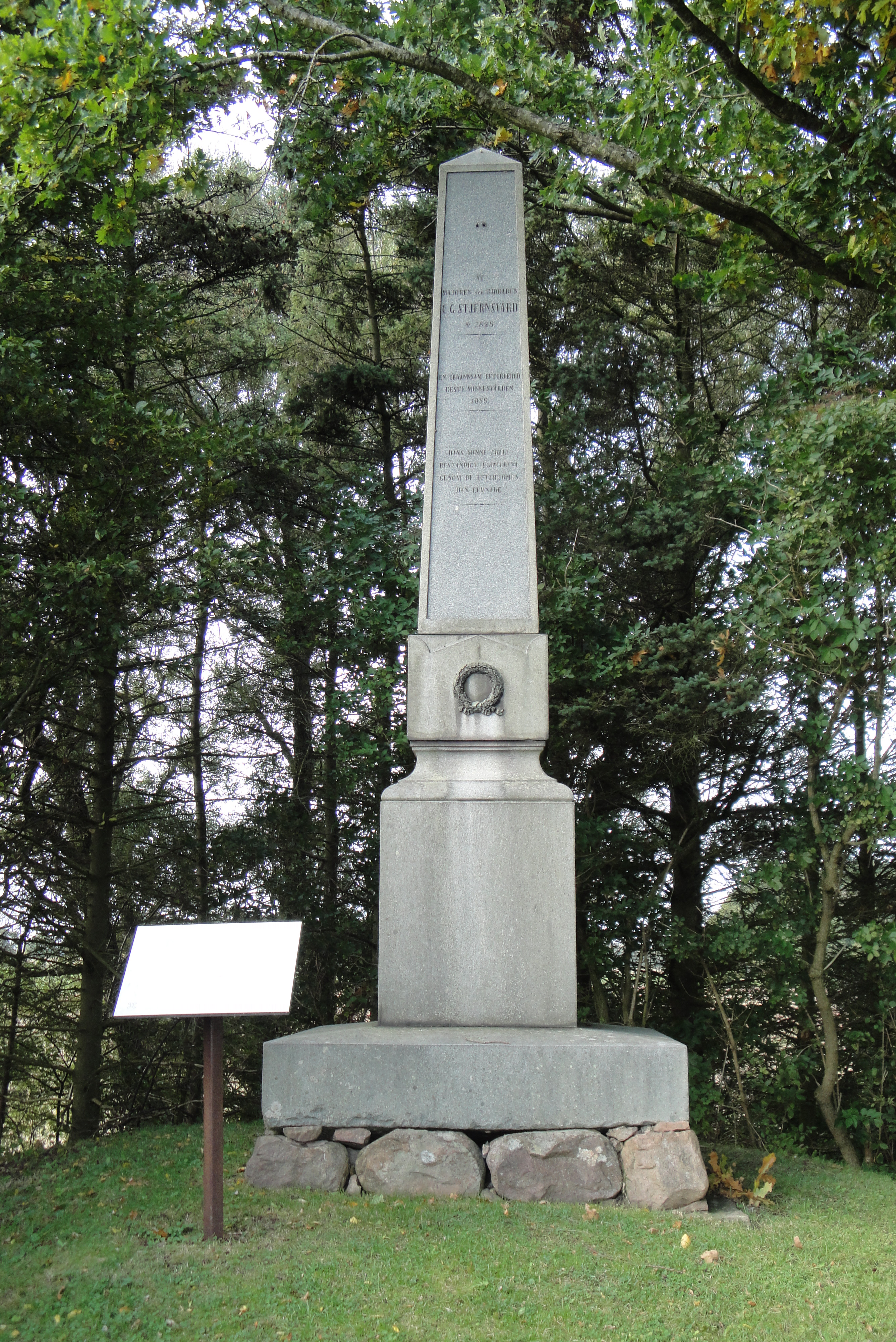
Stiernswärdska monumentet.

Carl Georg Stiernswärd, född 15 oktober 1767 i Västra Ingelstads socken, död 19 november 1825 i Stockholm, var en svensk militär och nydanande lanthushållare. 

## Biografi
Carl Georg Stiernswärd var ett av tre barn till överste Rudolf Hodder Ahlberg, som adlats Stiernswärd, och dennes hustru Vendela Margaretha Skytte af Sätra.
Stiernswärd deltog i finska kriget 1788–1790 som general Armfelts adjutant, blev ryttmästare 1790 och tog avsked ur krigstjänsten 1791. Åren 1794–1819 ägnade han sig åt skötseln av sin egendom Ängeltofta i Skåne, där han till stor del efter engelskt mönster införde allehanda förbättringar, som "tiodubblade" dess avkastning och gjorde den till en mönster- och försöksgård.
Stiernswärd avskaffade sina underlydandes hoveriskyldighet och enskiftade godset. Han blev därigenom jämte Rutger Maclean banbrytare för dessa strävanden. Han lade om ägorna till ordnat cirkulationsbruk, införde skotska åkerbruksredskap, som vid denna tid ansågs vara de förnämsta, och inrättade på Ängeltofta en verkstad för tillverkning av sådana redskap - Sveriges första redskapsfabrik. Han förbättrade metoden att bereda brännvin av potatis i sitt bränneri, som i viss mån tjänade som bränneriskola.
Han var en av sin tids främsta föregångsmän inom lantbrukets område och föreslog inrättande av en teoretisk-praktisk lantbruksundervisning vid en försöksgård vid universiteten. Ledamot av Lantbruksakademien 1812. År 1819 sålde han Ängeltofta till Karl XIV Johan.